# Qasim Said
Qasim Said Sanjoor Hardan (20 de abril de 1989) é um futebolista profissional omani que atua como meia.

## Carreira
Qasim Said representou a Seleção Omani de Futebol na Copa da Ásia de 2015.